# 126780 Ivovasiljev
126780 Ivovasiljev este o planetă minoră (asteroid) din centura de asteroizi. A fost descoperită pe 10 martie 2002 la Observatorul Kleť de Observatorul Kleť. 
Obiectul prezintă o orbită caracterizată de o semiaxă mare de 3,0656379798631 UAi, o excentricitate de 0,11, o înclinație de 1,4 ° în raport cu ecliptica.